# 坎维尔
坎维尔，是西班牙安达卢西亚自治区哈恩省的一个市镇。总面积140平方公里，总人口2979人（2001年），人口密度21人/平方公里。